# Scantraxx
Scantraxx sau Scantraxx Recordz este o casă de discuri Olandeză fondată de Dov Elkabas aka The Prophet.

## Sub-divizii
- Scantraxx
- Scantraxx Special
- ScantraXXL
- Scrantraxx Reloaded
- Scantraxx Italy
- Scantraxx Evolutionz
- Scantraxx Silver
- Squaretraxx
- A² Records

(Dintra care doar Scantraxx, Scantraxx Evolutionz și A² Records mai sunt active)

## Artiști
- Hardheadz
- The Prophet
- Headhunterz
- A-lusion
- Brennan Heart
- D-Block & S-te-fan
- Wildstylez
- Project 1
- Scope DJ
- Frontliner
- JDX
- Technoboy
- DJ Duro
- Blademasterz
- Clive King
- Dana
- Davide Sonar
- Sylenth & Glitch
- The Masochist
- SMD
- Dopeman
- Max B Grant
- Herculez On Dope
- Charger
- Supaboyz
- Waveliner
- Black Identity
- Headliner
- Marc Acardipane
- Seizure
- Ruthless
- Ran-D
- Alpha2